# Jarobi White
Jarobi White (ur. 1 lipca 1971) – jeden z czterech założycieli amerykańskiej hip-hopowej grupy A Tribe Called Quest, którym został w 1989 roku. Mimo iż nie rapował, to on wpadł na pomysł na piosenkę I Left My Wallet In El Segundo która była pierwszym singlem promująca grupę. Opuścił grupę 1991 roku aby uczęszczać do szkoły kulinarnej.